# (6343) 1993 VK
(6343) 1993 VK es un asteroide perteneciente al cinturón de asteroides, región del sistema solar que se encuentra entre las órbitas de Marte y Júpiter, más concretamente a la familia de Veritas, descubierto el 7 de noviembre de 1993 por Seiji Ueda y el astrónomo Hiroshi Kaneda desde el Kushiro Marsh Observatory, Hokkaido, Japón.

## Designación y nombre
Designado provisionalmente como 1993 VK. 

## Características orbitales
1993 VK está situado a una distancia media del Sol de 3,171 ua, pudiendo alejarse hasta 3,467 ua y acercarse hasta 2,876 ua. Su excentricidad es 0,093 y la inclinación orbital 8,670 grados. Emplea 2063,33 días en completar una órbita alrededor del Sol.

## Características físicas
La magnitud absoluta de 1993 VK es 12,3. Tiene 20,564 km de diámetro y su albedo se estima en 0,06. 